# ヒルクライム大台ヶ原
ヒルクライム大台ヶ原 since2001は、奈良県上北山村で2001年から開催されている自転車ロードレースであり、標高差1,240 mという日本有数の難コースを走る。2018年大会の参加定員は800人であり、村民より多くの人が訪れる一大イベントである。前夜祭も開催され、ライブや花火の打ち上げなど大人から子供まで楽しめる。

## 概要
近畿の屋根と言われる吉野熊野国立公園内に位置する大台ヶ原。その神秘の峰々を望みながら走る「ヒルクライム大台ヶ原」は、距離28 km、標高差1240 mを競うタイムレース。「上級者向き」、「初心者には敷居が高い」と言われているが、第1回大会より村民ボランティアによる手作りの大会で、アットホームな雰囲気の中、レース初心者から熟練者までが各々のスタイルで参加している。ロードクラス、MTBクラス、チーム（ロード）クラス、親子クラス、カップルクラスに加え、小学校4年生 - 中学校3年生までの「ジュニアクラス」、小学校1年生 - 3年生までを対象とした「キッズクラス」が設定される。加えて2016年より、未就学児によるキックバイク（ストライダー）のレースも行われるようになった。また、平均勾配9.3%の林道区間に激坂区間賞を設けている。

## 主催者
ヒルクライム大台ヶ原 scince2001 実行委員会
村の若者で構成される村づくり団体（ワーク21上北山）、地元サイクリングクラブ (KRC) などを始め各種団体、地元住民、村出身者他、村外のボランティアにより運営されている。
コースの小石除去やパトロールなどが徹夜で行われ、スタッフ一同各セクションにおいて一致団結する大会となり、住民も、早朝より沿道に出て、小旗、プラカード等を手に応援するなど、村を挙げて大会を運営している。

## クラス
ジュニアクラスおよびキッズクラス以外は、距離28 km（標高差1,240 m）のコースを走る。全てのクラスにタイムアウトが設定されている。このコースは、国道169号交点の奈良県道226号大台河合線から林道辻堂山線を経て奈良県道40号大台ケ原公園川上線(大台ケ原ドライブウェイ)を起点の大台ケ原までたどる。
ジュニアクラスは、距離10 km（標高差250 m）である。
キッズクラスは、距離2.6 km（標高差25 m）である。
【クラス】
- チャンピオンクラス【自己申告（高校年齢以上性別区分なし）】
- レディースクラス
- 一般クラス
- チーム対抗戦 (4or3人1組/ロードのみ/個人成績への反映なし）
- カップルクラス（2人1組/車種不問/個人成績への反映なし/男女の組合せ）
- 親子クラス（中学生年齢以上/2人1組/車種不問/個人成績への反映なし/男女組合せ自由）
- ジュニアクラス（小学生クラス・中学生クラス）  (小学4年生 - 中学3年生：標高差250 m・距離10 km）
- キッズクラス（小学1年生 - 小学3年生：標高差25 m・距離2.6 km）
- ストライダー（未就学児：約250 m）